# Phil Johnson
Philip Donald Johnson, detto Phil (Grace, 6 settembre 1941), è un ex cestista e allenatore di pallacanestro statunitense, professionista nella NBA.

## Palmarès
- NBA Coach of the Year (1974)